# Lignina
La lignina è un pesante e complesso polimero organico costituito per lo più da composti fenolici. Si trova principalmente nella parete cellulare di alcune cellule vegetali. Le lignine sono per quantità i secondi biopolimeri sintetizzati sulla Terra dopo la cellulosa. La biomassa formata da cellulose e lignine rappresenta circa il 70% della biomassa totale.
La parola lignina proviene dal termine latino lignum, che significa "legno", per questo motivo le piante che contengono una grande quantità di lignina sono denominate legnose.
È composta da una struttura polimerica di unità fenilpropaniche. Quindi anche la lignina, al pari della cellulosa e delle emicellulose, è un polimero la cui molecola, molto complessa e a struttura tridimensionale, è formata da una sola unità, il fenilpropano, ripetuta numerosissime volte.
Essa svolge in tutti i vegetali la funzione di legare e cementare tra loro le fibre per conferire ed esaltare la compattezza e la resistenza della pianta. È anche conosciuta come materiale incrostante, poiché ricopre le fibre. Pertanto i procedimenti di estrazione della cellulosa da un vegetale richiedono un attacco della lignina per disgregarne la molecola e allontanarne i frammenti mediante dissoluzione.
La via biosintetica che porta alla lignina parte dall'amminoacido fenilalanina che per mezzo dell'enzima fenilalanina ammoniaca liasi si trasforma in acido cinnamico. Una serie di idrossilazioni, metilazioni e infine riduzioni, tutte enzimaticamente catalizzate, porta ai tre monomeri precursori: alcol p-cumarilico, alcol coniferilico, e alcol sinapilico. La copolimerizzazione radicalica casuale dei tre precursori, catalizzata dall'enzima perossidasi, porta alla formazione di un polimero a struttura disordinata, tridimensionale, ramificata, insolubile in acqua e nei solventi più comuni: la lignina. I polimeri di lignina sono strutture complesse con un peso molecolare di 10.000 uma.
La lignina appartiene alla classe dei cosiddetti composti fenilpropanoidi, ossia non ha alcun carattere di carboidrato, bensì rientra nella classe dei composti aromatici. Esistono vari tipi di lignina in dipendenza dalle piante in cui si forma: nella composizione della lignina delle piante erbacee, principalmente delle graminacee, prevale tra i precursori l'alcol cumarilico. L'alcol coniferilico è invece il precursore più abbondante della lignina delle conifere, e infine la lignina delle angiosperme legnose (latifoglie) deriva soprattutto dall'alcol sinapilico. Dopo i polisaccaridi la lignina è il polimero organico più abbondante nel mondo vegetale.
Questo componente del legno permette di realizzare molte funzioni essenziali alla vita della piante. Per esempio ha una funzione molto importante nel trasporto interno di acqua, nutrienti e metaboliti. Fornisce rigidezza alle pareti cellulari e permette la connessione tra le diverse cellule del legno, creando un materiale molto resistente agli urti, alle compressioni e alle flessioni. I tessuti lignificati resistono molto bene agli attacchi dei microrganismi, non permettendo la penetrazione di enzimi distruttivi nella parete cellulare.
Il reattivo specifico per la lignina è una soluzione di floroglucinolo acidificata con acido cloridrico con cui le pareti lignificate assumono un colore rosso intenso.

## Struttura chimica

Esempio di una possibile struttura della lignina

La molecola della lignina ha un elevato peso molecolare, e si ottiene dalla unione di differenti acidi e alcoli fenilpropilici (cumarilico, coniferilico e sinapilico). L'accoppiamento casuale di questi radicali origina una struttura tridimensionale, polimerica amorfa.
Riassumendo le lignine sono dei polimeri costituiti da tre tipi monomeri diversi:
- l'alcol p-cumarilico
- l'alcol coniferilico (alcol 4-idrossi-3-metossicinnamilico)
- l'alcol sinapilico (alcol 4-idrossi-3,5-dimetossicinnamilico)

La parte di ogni monomero varia in maniera importante in funzione di:
- la famiglia vegetale (angiosperme, gimnosperme, etc.)
- la specie
- l'organo
- il tessuto biologico

## Proprietà
La lignina si deposita nella parete secondaria delle cellule vegetali ed essendo molto resistente alla compressione riesce a conferire molta solidità. La lignina possiede anche il potere di impermeabilizzare le cellule, visto che essa stessa è idrofoba. Le cellule dei tessuti che servono da sostegno alla pianta (sclerenchima) oppure hanno la funzione di portare l'acqua e i sali minerali (xilema) hanno le pareti impregnate di lignina (lignificate).
La lignificazione è un processo fondamentale dell'evoluzione delle piante terrestri. È essa che, nei fatti, permette la crescita in altezza dei vegetali legnosi. Questa capacità ha permesso di avere una posizione eretta che ha favorito la ricezione dell'energia luminosa. L'insieme di tali acquisizioni è stato propedeutico per lo sviluppo delle piante nell'ambiente terrestre. La capacità di formazione di lignine da parte dei vegetali è iniziata all'inizio del paleozoico e ha caratterizzato le tracheofite (vedere la flora di Rhynie).
Le lignine sono dei polimeri insolubili negli acidi ma solubili a caldo nelle basi forti concentrate, non sono digeribili, né assorbibili e nemmeno sono attaccati dalla microflora del colon. Possono legarsi agli acidi biliari e ad altri composti organici (per esempio il colesterolo), rallentando o diminuendo l'assorbimento da parte dell'intestino tenue di questi componenti.
Il grado di lignificazione influisce molto sulla digeribilità delle fibre. La lignina, che aumenta in maniera notevole nella parete cellulare durante il corso della maturazione della pianta è resistente alla degradazione batterica e la digeribilità dei polisaccaridi fibrosi diminuisce al suo aumentare nelle fibre.

## Biodegradazione della lignina
Nonostante la lignina risulti essere recalcitrante all'attacco enzimatico, alcuni microrganismi hanno sviluppato vie enzimatiche volte alla degradazione di questo polimero. Il processo di biodegradazione avviene principalmente a opera di alcuni funghi appartenenti al gruppo dei funghi del marciume bianco (white-rot fungi, come per esempio Polyporus squamosus) e del marciume bruno (brown-rot fungi). Tuttavia, anche altri microrganismi, come alcuni batteri sono coinvolti nella decomposizione del legno, mentre risulta indigeribile dagli animali, mancando degli enzimi necessari a degradare il polimero.
Il meccanismo di biodegradazione della lignina coinvolge la formazione di radicali liberi prodotti attraverso enzimi come la manganese perossidasi e la lignina perossidasi. Quest'ultimo è stato il primo enzima coinvolto nella biodegradazione della lignina a essere scoperto ed è stato originariamente isolato dal fungo del marciume bianco Phanerochaete chrysosporium. Un altro enzima coinvolto nella biodegradazione della lignina è la proteina multirame-dipendente laccasi.
Gli enzimi capaci di degradare la lignina danno luogo a una serie di reazioni che fanno uso del perossido di idrogeno come fonte di ossigeno per la produzione di una pletora di composti ossidanti (come per esempio il radicale cationico dell'alcol veratrilico) in grado di diffondere nel substrato legnoso e rompere i legami della lignina per formare composti aromatici dal peso molecolare inferiore (oltre ad anidride carbonica e acqua), che possono più facilmente entrare nel metabolismo cellulare ed essere così assimilati dal microrganismo. In definitiva, la degradazione della lignina è in realtà indirettamente mediata da enzimi in quanto la vera azione ossidante è data da molecole radicaliche prodotte dagli enzimi stessi.

## Sviluppi commerciali
Dal punto di vista commerciale si usano solo due tipi di lignina: le lignine solforate e le lignine Kraft.
La capacità di elaborazione dei prodotti della lignina nel mondo orientale è di circa 1,4 ¥ 106 tonnellate/anno.
Una sola compagnia produce lignine Kraft; le restanti producono lignine solforate.
I prodotti di lignina stanno iniziando ad avere una importanza crescente nelle distinte applicazioni industriali.
- Le lignine sono fortemente ricercate per il legname da riscaldamento, avendo un notevole potere calorifico.
- Al contrario, sono considerate un elemento di ostacolo nel processo di fabbricazione della carta da legno, in quanto è necessario impiegare speciali solventi chimici per sbiancare le particelle di lignina, le quali però con il passare del tempo e soprattutto con l'esposizione al sole tendono a riacquistare la loro colorazione giallastra; inoltre i prodotti clorati contenuti nelle sostanze che permettono l'estrazione della lignina (delignificazione) dalla pasta di carta rendono questo procedimento altamente inquinante[3].
- Infine, essendo poco digeribili sono poco ricercate nella coltura delle piante da foraggio.

Per le ragioni evocate qui sopra, sono in corso numerose ricerche (essenzialmente attraverso trasformazioni genetiche) allo scopo di produrre dei vegetali meno ricchi di lignina per la fabbricazione della carta (anche se sarebbe molto più vantaggioso usare piante già adatte allo scopo, cioè povere di lignina e ricche di cellulosa, come la cannabis che contiene fino a 1/7 di lignina rispetto alla maggior parte degli alberi) o, al contrario, con un tasso di lignina più elevato per il legno da riscaldamento.
Si sta svolgendo una ricerca destinata a migliorare la produzione di biocombustibili modificando la struttura della lignina.